# José Luis Ispizua
José Luis Ispizua Guezuraga (Bilbao, 1 de octubre de 1908-Ibidem, 11 de diciembre de 1996), más conocido como  Ispizua , fue un futbolista español, que se desempeñaba como portero.
A lo largo de su trayectoria en el Athletic Club disputó 81 encuentros oficiales.

## Trayectoria
Ispizua llegó al Athletic Club en 1928 procedente de su equipo filial. Anteriormente, había jugado en el Acero de Olabeago. Su debut oficial se produjo el 18 de noviembre de 1928, ante el Deportivo Alavés, en un partido del Campeonato Regional. Su debut en la récien creada Primera División de España tuvo lugar el 12 de mayo de 1929 ante el Racing de Santander (0-0), siendo así el segundo portero en la historia liguera del club tras Blasco. El 8 de febrero de 1931 fue titular en la histórica victoria por 12 a 1 ante el FC Barcelona.
En julio de 1936, tras ocho temporadas como guardameta suplente en las que había disputado 81 encuentros oficiales, decidió marcharse al CA Osasuna. Sin embargo, debido a la Guerra Civil, fue detenido por el bando sublevado tras haber combatido junto al ejército gudari de los nacionalistas vascos en la defensa de Bilbao. Tras cuatro años en prisión, fue puesto en libertad y aceptó la oferta del Real Valladolid, donde fue titular.

## Clubes
| Club            | País   | Año       |
| --------------- | ------ | --------- |
| Athletic Club   | España | 1928-1936 |
| Real Valladolid | España | 1940-1945 |

## Palmarés

### Campeonatos regionales
| Título                         | Club          | País   | Año  |
| ------------------------------ | ------------- | ------ | ---- |
| Campeonato Regional de Vizcaya | Athletic Club | España | 1929 |
| Campeonato Regional de Vizcaya | Athletic Club | España | 1931 |
| Campeonato Regional de Vizcaya | Athletic Club | España | 1932 |
| Campeonato Regional de Vizcaya | Athletic Club | España | 1933 |
| Campeonato Regional de Vizcaya | Athletic Club | España | 1934 |
| Copa Vasca                     | Athletic Club | España | 1935 |

### Campeonatos nacionales
| Título                          | Club          | País   | Año  |
| ------------------------------- | ------------- | ------ | ---- |
| Liga Española                   | Athletic Club | España | 1930 |
| Copa del Rey                    | Athletic Club | España | 1930 |
| Liga Española                   | Athletic Club | España | 1931 |
| Copa Presidente de la República | Athletic Club | España | 1931 |
| Copa Presidente de la República | Athletic Club | España | 1932 |
| Copa Presidente de la República | Athletic Club | España | 1933 |
| Liga Española                   | Athletic Club | España | 1934 |
| Liga Española                   | Athletic Club | España | 1936 |